# كعيكة قوس قزح

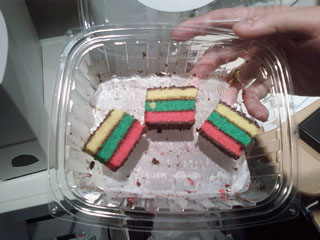
كُعَيكات قوس قزح

كُعَيْكَة قوس قزح أو كعكة قوس قزح إلى كُعَيكَات إيطالية أمريكية مكون من ثلاث طبقات بطعم اللوز ولكن يمكن أن تشير أيضًا إلى عدد من الحلويات الملونة بألوان قوس قزح.